# نیل ویلسون
نیل ویلسون (انگلیسی: Nile Wilson؛ زادهٔ ۱۷ ژانویهٔ ۱۹۹۶) یک ژیمناست هنری اهل بریتانیای کبیر است.
از افتخارات وی میتوان به کسب مدال نقره تیمی در مسابقات جهانی ژیمناستیک هنری ۲۰۱۵ اشاره کرد.